# كوزبينار (جرجر)
كوزبينار (بالتركية: Gözpınar)‏ هي قرية كرديّة تتبع إداريّاً لمديرية جرجر في محافظة أديامان التركية، بلغ عدد سكانها 291 نسمة في عام 2021.